# Suối M' Nghon
Suối M' Nghon (tên khác: Sông Gia Bô) là một con suối đổ ra Sông Than. Suối có chiều dài 19 km và diện tích lưu vực là 92 km². Suối M' Nghon chảy qua các tỉnh Ninh Thuận, Lâm Đồng.